# Забърдие
Забърдие (варианти Забърге, Забърде, на сръбски: Забрђе или Zabrđe) е историко-географска област в пределите на днешна Сърбия и България.
Забърдието представлява котловина, разположена между планините Видлич и Вучибаба от север и долината на река Нишава и планината Чепън от юг. Обхваща Годечката котловина, а на запад достига до Пиротското поле. Релефът на Забърдието е нископланински и хълмист.
Тази област има сложен геологически строеж. Изградена е предимно от юрски и триаски варовити скали. Климатът е умерено-континентален.
До 1920 година Забърдието влиза в пределите на България, а от ноември същата година е разделена на две части. Сръбската част на Забърдието влиза в Община Цариброд (Димитровград), Западните покрайнини. Селата от Забърдието, намиращи се в Сърбия, са Бребевница, Височки Одоровци, Гуленовци, Моинци, Мъзгош, Петърлаш, Пъртопопинци, Радейна и Смиловци.
В частта на Забърдието, останала в България, влизат град Годеч и селата от Община Годеч: Букоровци, Връдловци, Върбница, Голеш, Каленовци, Лопушня, Мургаш, Разбоище, Ропот, Станянци, Туден и Шума, както и селата от Община Драгоман: Беренде, Беренде извор, Липинци, Прекръсте и Чепърлянци.
Най-големите реки в Забърдието са Нишава и нейният десен приток - Забърдска река.

## Други
На Забърде е наречена улица в квартал „Иван Вазов“ в София (Карта).